# Profetie (Harry Potter)
Een Profetie (Engels: Prophecy) is een voorwerp uit de Harry Potterboeken van de Britse schrijfster J.K. Rowling.
Het is een soort glazen bol van heel dun, draadachtig geweven glas. De verzameling bollen ligt opgeslagen in het gebouw van het Ministerie van Toverkunst, in het Departement van Mystificatie. In elk van de glazen bollen ligt een voorspelling "opgeslagen". Als de bol wordt vernietigd, herhaalt zich de voorspelling. Alleen de eigenaar, dus diegene over wie de Profetie gaat, kan de glazen bol aanraken zonder krankzinnig te worden.

## De Profetie in de boeken
In het vijfde boek speelt één specifieke Profetie een belangrijke rol. Heer Voldemort kent zelf slechts een gedeelte van die voorspelling, en probeert uit alle macht de Profetie te verkrijgen waarin Sybilla Zwamdrift vertelt over de toekomst van Harry en Voldemort, en waarin duidelijk wordt dat de één niet kan voortbestaan wanneer de ander nog leeft. Om te voorkomen dat Voldemort erachter komt dat Harry degene is die is voorbestemd om hem te vernietigen, roept Albus Perkamentus de Orde van de Feniks bijeen om de Profetieën (en die ene in het bijzonder) te bewaken.
Voldemort heeft echter wel een idee van wat er in het Ministerie verborgen ligt en hij opent de jacht. Het lukt hem uiteindelijk om door middel van Legilimentie in Harry's brein door te dringen en Harry te laten geloven dat Sirius Zwarts, Harry's vriend en voogd, gevangengenomen is in het Ministerie van Toverkunst. Voldemort kent Harry inmiddels goed genoeg om te weten dat hij Sirius zal gaan proberen te redden, en wacht Harry in het gebouw van het Ministerie op, samen met zijn Dooddoeners. Hij wil dat Harry de Profetie pakt, zodat de Dooddoeners hem van Harry kunnen afnemen. De Dooddoeners kunnen zelf de bol niet pakken, want je kan alleen een Profetie pakken als die over jezelf gaat. Harry pakt inderdaad de Profetie, maar in het vuur van het gevecht sneuvelt de glazen bol en de voorspelling wordt afgespeeld zonder dat iemand die kan horen. Harry hoort de Profetie echter wel: hij hoort de originele Profetie van Albus Perkamentus, die hem gehoord heeft van Zwamdrift zelf. In de film wordt gezegd dat de Profetie enkel kan worden teruggevonden door de persoon over wie het gaat. In de film vindt Marcel Lubbermans de Profetie en niet Harry dus kan men ook denken dat de Profetie over Marcel gaat.